# Jean de Lauzon
Jean de Lauzon (ur. 1584 w Paryżu, zm. 16 lutego 1666 tamże) – gubernator generalny Nowej Francji w latach 1651–1656.
Pojawiając się w kolonii 17 stycznia 1651 zastał ją w opłakanym stanie. Uciążliwa wojna z plemieniem Irokezów osłabiła siły i tak wątłej społeczności. Jean de Lauzon znalazł się w pozycji administratora pozbawionego sojuszników. Plemię indiańskie Huron, zdziesiątkowane w czasie walk z Irokezami, nie było w stanie dostarczyć pomocy. Inni sojusznicy – plemię Algonkinów, także nie kwapiło się do zaangażowania zbrojnego po stronie kolonii. Jean de Lauzon spośród kolonistów zwerbował 102 mężczyzn, którzy wraz z weteranami poprzedniej wojny stanowili siłę zbrojną kolonii. Najważniejszymi dokonaniami de Lauzona była rozbudowa miast Quebec i Montreal, pokojowe negocjacje z Irokezami i otwarcie misji jezuickich wśród Onondagów. W 1656, przed zakończeniem swej drugiej kadencji, Jean de Lauzon został odwołany ze stanowiska i opuścił Kanadę na zawsze. W Nowej Francji pozostali dwaj jego synowie, którym nadano olbrzymie senioraty.